# Lomano Lemeki

a Compétitions nationales et continentales officielles uniquement.

b Matchs officiels uniquement.
Dernière mise à jour le 6 juin 2020.
Lomano Lava Lemeki (レメキロマノラヴァ), né à Auckland (Nouvelle-Zélande), est un joueur international japonais de rugby à XV et à sept. Il évolue depuis 2014 avec l'équipe du Japon de rugby à sept à l'occasion des World Series et des Jeux olympiques. Depuis 2022, il joue dans le championnat du Japon de rugby à XV avec les Green Rockets Tokatsu, et avec la franchise des Sunwolves en Super Rugby depuis 2018.

## Biographie
Lomano Lemeki est né à Auckland, en Nouvelle-Zélande. Il y vit pendant les 20 premières années de sa vie avant de partir au Japon en 2009, pays dont il obtient la nationalité en 2014. Il possède également la nationalité tongienne.

## Carrière

### Arrivée au Japon
Lomano Lemeki rejoint le Japon en 2009 où il s'engage avec les Canon Eagles, équipe promu dans la Top League Est . Le club se maintient la première saison puis remporte le championnat de la zone A en 2010, mais ne parvient pas à se hisser en première division. Lomano Lemeki quitte le club à l'issue de la saison pour rejoindre les Mazada Blue Zoomers avec qui il dispute la Top Ligue Kyushu A jusqu'en 2014. En 2013, il fait ses débuts avec l'équipe du Japon de rugby à sept lors du Asian Rugby Sevens Series à l'issue duquel il est élu meilleur joueur. Il s'engage ensuite avec les Honda Heat avec lesquels il dispute la Top League Ouest A, qu'il remporte. Cette fois-ci, il parvient à être promu en Top League.  

### Joueur cadre à sept et joueur des Honda Heat
La victoire dans le Asia Rugby Sevens permet à l'équipe japonaise de participer au tournoi qualifier de Hong Kong, durant lequel Lomano Lemeki inscrit deux essais au cours de la finale remporté par son équipe. Le Japon devient ainsi la première équipe permanente des World Rugby Sevens Series. Son premier tournoi comptant pour les World Series est le tournoi, disputé à domicile, du Japan rugby sevens 2014. Mais à l'issue de la saison 2014-2015 des World Series, le Japon est relégué et perd son statut d'équipe permanente.  
Il joue pour la première fois de sa carrière en Top League avec les Honda Heat, au sein de laquelle il parvient à s'imposer comme ailier et comme buteur. En novembre 2015, le Japon remporte à Hong Kong, le championnat d'Asie de rugby à sept qui permet ainsi à son équipe se qualifier pour les premiers Jeux olympiques de la discipline, et en avril 2016, remporte le nouveau le tournoi qualifier en battant en finale l'équipe de Hong Kong, retrouvant ainsi le statut d'équipe permanente pour la saison suivante.  
Le 7 juillet 2016, il s'engage avec la nouvelle province japonaise, les Sunwolves, disputant le Super Rugby pour la seconde fois,.  

### Quatrième place olympique
Il est ensuite retenu dans la sélection japonaise qui participera au tournoi olympique. Lors du premier jour de compétition, le Japon affronte le pays natal de Lomano Lemeki, la Nouvelle-Zélande. Le Japon s'impose de façon inattendue (14-12) grâce, entre autres, à une transformation de Lemeki. Il déclare à l'issue de la rencontre « Incroyable, on ne voit jamais un petit poucet battre une équipe prétendante à la médaille d’or. Honnêtement, je suis encore sous le choc. » Il inscrit ensuite deux doublés, d'abord face à la Grande-Bretagne, puis face au Kenya lors de la phase de poule. Le Japon se qualifie pour la suite de la compétition et joue son quart de finale face à la France, match à l'issue duquel ils s'imposent sur le score de 12 à 7. Le Japon terminera finalement à la 4e place au classement général après ses deux défaites du dernier jour de compétition face aux Fidji (en demi finale, 20 à 5) puis contre l'Afrique du Sud (match pour la médaille de bronze, 52-14).  
À l'issue du tournoi, Lomano Lemeki fait partie de l'équipe type de la compétition au poste d'ouvreur.

### Carrière à XV en équipe nationale et en Super Rugby
De retour avec les Honda Heat, Lomano Lemeki est ensuite appelé pour la première fois en équipe nationale à XV. Il fait ses débuts internationaux le 5 novembre 2016 face à l'Argentine, match durant lequel il inscrit son premier essai. La semaine suivante, pour son second match international, il inscrit un doublé face à la Géorgie.

## Palmarès et statistiques

### Jeux olympiques
- 4e du tournoi olympique en 2016
- Membre de l'équipe type du tournoi olympique en 2016

### World Series
- Vainqueur du tournoi qualifier de Hong Kong en 2014 et 2016

### En club
- Top League Est A en 2010 (avec les Canon Eagles)
- Top League Ouest A en 2014 (avec les Honda Heat)